# Drowai Gonpo
Drowai Gonpo, en  Wylie aGro bai mgon po (1508-1548) fue un rey que ejerció el poder en partes del  Tíbet central entre 1524 y 1548. Perteneció a la dinastía Phagmodrupa, que reinó sobre el Tíbet o parte de él desde 1354 hasta principios del siglo XVII.
Drowai Gonpo era hijo del gobernante Ngawang Tashi Drakpa (m. 1564), el último líder importante de la dinastía y conocido por el «Quinto Dalai Lama» como el «Rey del Tíbet». Su madre era una dama de la familia Rinpungpa, régimen tibetano que dominó gran parte del Tíbet occidental y parte de Ü-Tsang entre 1435 y 1565 y que dominó la región de Tsang en el Tíbet Central Occidental. En 1524, Drowai Gonpo se estableció como subgobernante en Gongri Karpo, al oeste del palacio de Nêdong, donde vivía su padre, quien, al igual que su padre, recibió el título real de gongma, «el alto». Se casó con una señora de Chontse que dio a luz a Ngawang Drakpa Gyaltsen. En otro matrimonio, con una hija del señor del Monasterio de Ganden, uno de los tres grandes monasterios universitarios Gelug del Tíbet,  engendró a Sonam Drakpa Gyaltsen, fallecido cerca de  1566 y a Namgyal Rabten, también fallecido, cerca de 1568. El traslado de una parte de la familia Phagmodrupa a Gongri Karpo causó serias disputas internas en la dinastía, algunos años después de la muerte de Drowai Gonpo, que tuvo lugar en 1548. Esto llevó al eclipse completo del poder de Phagmodrupa en el Tíbet Central. Después de la muerte de Drowai Gonpo, se erigió una estupa decorada con joyas en Gongri Karpo para contener sus restos.